# Ковыль перистый
Ковы́ль пе́ристый, или Ковыль Иоа́нна (лат. Stípa pennáta от лат. pennatus — перо) — вид трав из рода Ковыль семейства Злаки (Poaceae). Видовой эпитет растение получило за мягкие волоски, напоминающие перья, которыми покрыта его длинная ость.

## Распространение и экология
Растение широко распространено в степях России и Казахстана, также отдельные небольшие островки встречаются в лесостепной зоне Западной Сибири на тёплых южных склонах. 
Произрастает на супесчаных и песчаных почвах, на последних заходит вглубь полупустыни. В лесостепных районах встречается на более тяжёлых почвах.

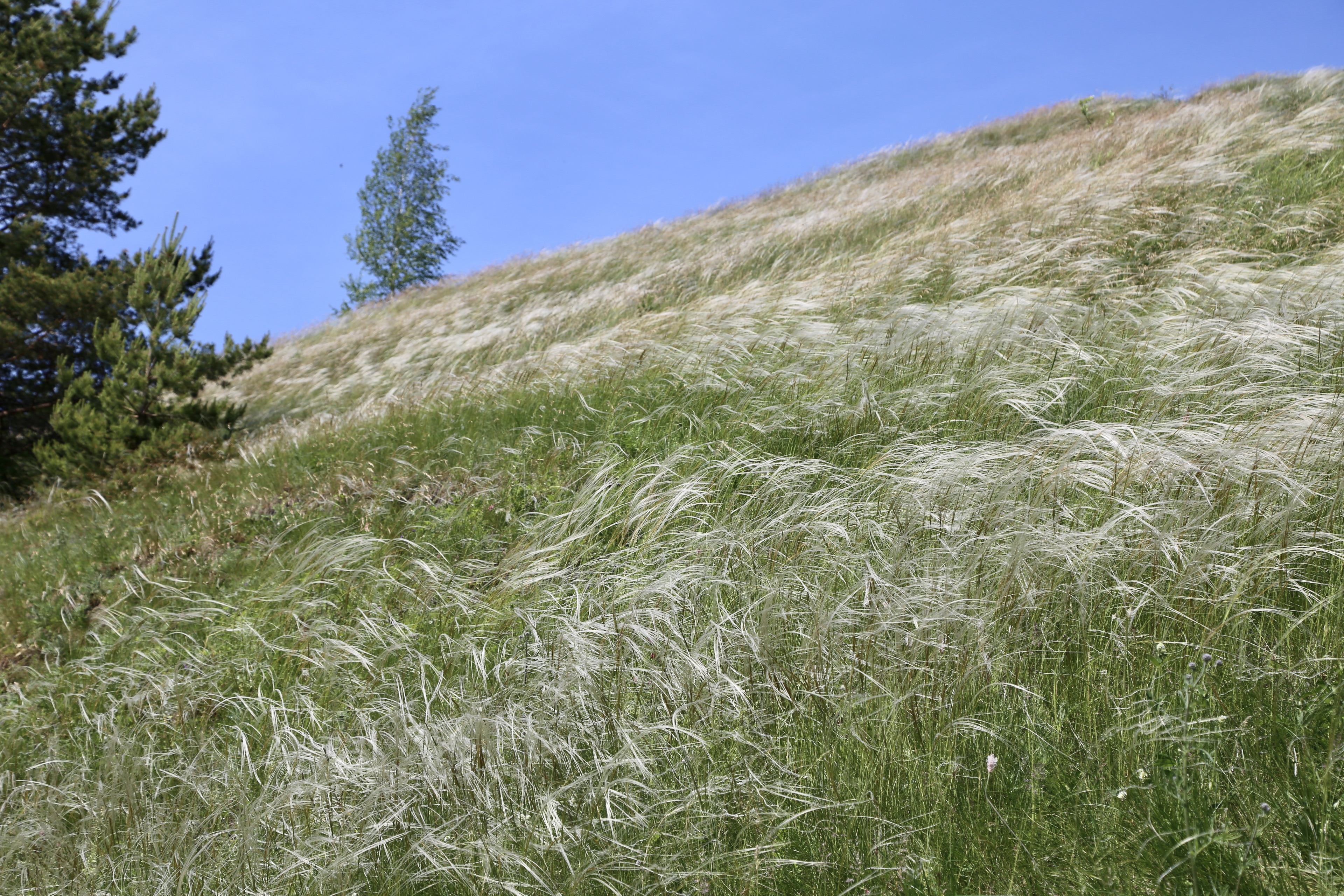
Ковыль перистый, покрывающий южный склон Ледяной горы в Кунгуре.

## Значение и применение
На пастбище поедается хуже, чем Ковыль Лессинга (Stipa lessingiana) и Ковыль Залесского (Stipa zalesskii). Главным образом поедаются листья до колошения. Отава после первых заморозков засыхает и перестает поедаться. Сено удовлетворительного качества. При нагуле взрослого скота даёт хороший прирост, но не обеспечивает нажировку.
Этот вид часто выращивают в садах в качестве декоративного растения.

## Ботаническая классификация

### Подвиды
- Stipa pennata subsp. pennata
- Stipa pennata subsp. sabulosa (Pacz.) Tzvelev (1973) — Ковыль песчаный

### Синонимы
По данным The Plant List на 2010 год, в синонимику вида входят:
- Stipa anomala P.A.Smirn.
- Stipa anomala P.A.Smirn. ex Roshev.
- Stipa appendiculata Čelak.
- Stipa austriaca (Beck) Klokov
- Stipa borysthenica Prokudin
- Stipa disjuncta Klokov
- Stipa eriocaulis Borbás
- Stipa gallica (Steven) Čelak.
- Stipa germanica (Endtm.) Klokov, nom. inval.
- Stipa graniticola Klokov
- Stipa joannis Čelak.
- Stipa lejophylla P.A.Smirn.
- Stipa lithophila P.A.Smirn. ex Roshev.
- Stipa oligotricha Moraldo
- Stipa sabulosa (Pacz.) Sljuss.
- Stipa tauricola Čelak.
- Stipa vulgaris Gueldenst., nom. inval.

## Охрана
Встречается на территории 15 заповедников, расположенных в европейской части России, на Кавказе и в Сибири, а также в ряде степей-заказников. На охраняемых участках необходим контроль за состоянием популяций.